# Burmanski jezik
Burmanski jezik je jedan od 8 jezika koji priada južnoburmanskim jezicima, podskupinom Burmanskih jezika. Burmanski jezik je služben u državi Mijanmar koja je poznata i pod imenom Burma. Burmanskim jezikom se služi narod Burmanci koji čini glavnu etničku skupinu Mijanmara. Burmanski jezik kao materinski koristi oko 32 milijuna ljudi, dok ga kao drugi jezik koristi oko 10 milijuna ljudi.